# Федотово (Рузский городской округ)
Федотово — деревня в Рузском районе Московской области России, входит в состав сельского поселения Дороховское. Население 21 человек на 2006 год. До 2006 года Федотово входило в состав Старониколаевского сельского округа.
Деревня расположена в центральной части района, в 8 километрах к юго-востоку от Рузы, на высоком, правом берегу реки Руза, у слияния с Москва-рекой, высота центра над уровнем моря 154 м.